# Fusigonalia decurvata
Fusigonalia decurvata är en insektsart som beskrevs av Young 1977. Fusigonalia decurvata ingår i släktet Fusigonalia och familjen dvärgstritar. Inga underarter finns listade i Catalogue of Life.